# Claudia Riegler (ski alpin)
Pour les articles homonymes, voir Claudia Riegler et Riegler.
Claudia Riegler (née le 16 juillet 1976 à Ebenau) est une skieuse alpine autrichienne devenue néo-zélandaise. Elle est mariée avec le champion olympique Antoine Dénériaz depuis le 17 mai 2008.

## Biographie
Né et ayant grandi en Autriche, Claudia Riegler est l'un des grands espoirs du ski alpin autrichien. Toutefois, elle n'intègre pas l'équipe d'Autriche. La sélection autrichienne privilégie la polyvalence, Riegler préférant le slalom et délaissant la descente. Plutôt que de mettre un terme à sa carrière naissante, elle décide de concourir pour la Nouvelle-Zélande, pays de sa mère, à l'âge de dix-sept ans, sans bénéficier du même environnement qu'en Autriche et sans aide financière autre que ses parents. Plus tard dans sa carrière, l'Autriche a tenté de la faire revenir dans leur équipe, mais elle s'y opposa à deux reprises.

## Palmarès

### Jeux olympiques
| Édition / Épreuve      | Slalom  |
| ---------------------- | ------- |
| JO 1998 Nagano         | Abandon |
| JO 2002 Salt Lake City | 11e     |

### Championnats du monde
| Édition / Épreuve                 | Slalom géant | Slalom  |
| --------------------------------- | ------------ | ------- |
| Mondiaux 1996 Sierra Nevada       | -            | 4e      |
| Mondiaux 1997 Sestrières          | -            | Abandon |
| Mondiaux 1999 Vail - Beaver Creek | -            | Abandon |
| Mondiaux 2001 Sankt Anton         | Non partante | Abandon |
| Mondiaux 2003 Saint-Moritz        | -            | 16e     |

### Coupe du monde
- Meilleur classement général : 13e en 1996-1997.
- 2e de la Coupe du monde de slalom en 1996-1997.
- 8 podiums dont 4 victoires.

| Saison/Classement | Général | Général | Slalom | Slalom |
| Saison/Classement | Class.  | Points  | Class. | Points |
| ----------------- | ------- | ------- | ------ | ------ |
| 1994-1995         | 76e     | 44      | 27e    | 44     |
| 1995-1996         | 29e     | 281     | 8e     | 281    |
| 1996-1997         | 13e     | 418     | 2e     | 418    |
| 1997-1998         | 49e     | 136     | 16e    | 136    |
| 1998-1999         | 56e     | 108     | 20e    | 108    |
| 1999-2000         | 44e     | 207     | 11e    | 207    |
| 2000-2001         | 52e     | 110     | 18e    | 110    |
| 2001-2002         | 95e     | 24      | 38e    | 24     |
| 2002-2003         | 58e     | 99      | 21e    | 99     |

| Saison / Épreuve | Slalom                       |
| ---------------- | ---------------------------- |
| 1995-1996        | Serre Chevalier              |
| 1996-1997        | Park City Crans-Montana Laax |
| Total            | 4                            |